# Список об'єктів Світової спадщини ЮНЕСКО в Латинській Америці і Вест-Індії

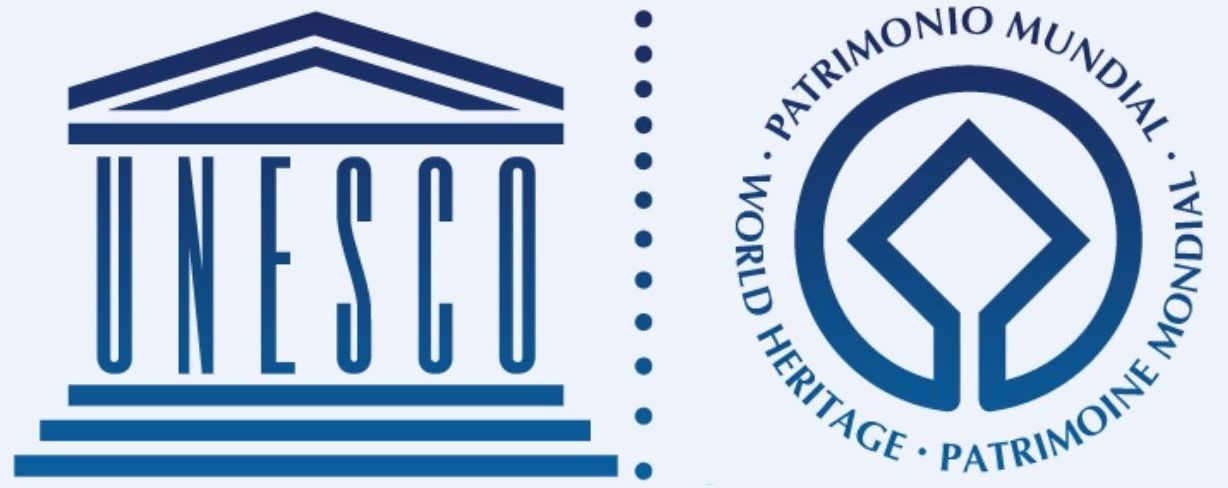
Емблема проєкту Світова спадщина ЮНЕСКО

Цей список містить об'єкти Світової спадщини ЮНЕСКО, розташованих у Латинській Америці й Вест-Індії.
У списку станом на 2023 рік налічується 147 об'єктів. Разом це становить 12,71 % загальної кількості об'єктів Світової спадщини ЮНЕСКО.
101 об'єкт внесений до списку за культурними критеріями, причому 27 з них визнані шедеврами людського генія (критерій i), 38 об'єктів включені за природними критеріями, 25 з них визнані природним феноменом виняткової краси та естетичної важливості (критерій vii) і ще 8 об'єктів включені за змішаними критеріями. 6 об'єктів зі списку перебувають під загрозою.
| i  | ii | iii | iv | v  | vi | vii | viii | ix | x  |
| -- | -- | --- | -- | -- | -- | --- | ---- | -- | -- |
| 27 | 51 | 45  | 80 | 17 | 17 | 25  | 12   | 29 | 38 |

У наведеній таблиці об'єкти розташовані за країною, а далі у хронологічному порядку їх внесення до списку Світової спадщини.
Кольорами у списку позначено:
| культурний | природний | змішаний | під загрозою |
| ---------- | --------- | -------- | ------------ |
| 101        | 38        | 8        | 6            |

## Антигуа і Барбуда
| № | Зображення | Назва | Місцеположення    | Час створення  | Час внесення до списку | №    | Критерії |
| - | ---------- | --- | ----------------- | -------------- | ---------------------- | ---- | -------- |
| 1 |            | Військово-морська верф Антигуа та пов'язані з нею археологічні пам'ятки (англ. Antigua Naval Dockyard and Related Archaeological Sites) | Антигуа і Барбуда | XVIII століття | 2016                   | 1499 | ii, iv   |

## Аргентина
| №  | Зображення | Назва | Місцеположення                                                                                                  | Час створення                     | Час внесення до списку       | №    | Критерії        |
| -- | ---------- | --- | --- | --------------------------------- | ---------------------------- | ---- | --------------- |
| 1  |            | Національний парк Лос-Гласьярес (ісп. Parque nacional Los Glaciares) | Аргентина Санта-Крус                                                                                            | -                                 | 1981                         | 145  | vii, viii       |
| 2  |            | Єзуїтські місії Гуарані: Сан-Іґнасіо-Міні, Санта-Ана, Нуестра-Сеньйора-де-Лорето і Санта-Марія-Майор (Аргентина), руїни Сан-Мігель-дас-Місойнс (Бразилія) (ісп. Misiones jesuíticas guaraníes: San Ignacio Miní, Santa Ana, Nuestra Señora de Loreto y Santa María la Mayor (Argentina), Ruinas de São Miguel das Missões (Brasil)) * Сан-Іґнасіо-Міні * Нуестра-Сеньйора-де-Санта-Ана * Нуестра-Сеньйора-де-Лорето * Санта-Марія-Майор | Аргентина провінція Місьйонес (спільно з Бразилією )                                                            | XVII—XVIII століття               | 1983 (розширено в 1984 році) | 275  | iv              |
| 3  |            | Національний парк Ігуасу (ісп. Parque Nacional Iguazú) | Аргентина провінція Місьйонес — регіон: Месопотамія на північному сході                                         | —                                 | 1984                         | 303  | vii, x          |
| 4  |            | Куева-де-лас-Манос, річка Пінтурас (ісп. Cueva de las Manos, Río Pinturas) | Аргентина регіон Патагонія, провінція Санта-Крус                                                                | 11-те — 8-ме тисячоліття до н. е. | 1999                         | 936  | iii             |
| 5  |            | Півострів Вальдес (ісп. Península Valdés) | Аргентина | —                                 | 1999                         | 937  | x               |
| 6  |            | Природні парки Ісчігуаласто / Талампая (ісп. Parques naturales de Ischigualasto y Talampaya) | Аргентина провінції Сан-Хуан та Ла-Ріоха                                                                        | —                                 | 2000                         | 966  | viii            |
| 7  |            | Єзуїтський квартал і місії Кордови (ісп. Manzana y Estancias Jesuíticas de Córdoba) * Єзуїтський квартал * Місія Альта-Грасія * Місія Хесус-Марія * Місія Санта-Каталіна * Місія Кароя * Місія Ла-Канделарія | Аргентина провінція Кордова                                                                                     | XVII — XVIII століття             | 2000                         | 995  | ii, iv          |
| 8  |            | Кебрада-де-Умауака (ісп. Quebrada de Humahuaca) | Аргентина провінція Жужуй                                                                                       | XV—XX століття                    | 2003                         | 1116 | ii, iv, v       |
| 9  |            | Кхапак-Ньян, Андська система доріг (ісп. Qhapaq Ñan, sistema vial andino) * Санта-Ана — Долина Колорадо * Санта-Рса-де-Тастіль — Потреро-де-Пайогаста * Потреро-де-Пайогаста — Лос-Гранерос-де-ла-Пома * Лос-Корралес — Лас-Піркас * Болото Ялгуарас — Міст Інків | Аргентина (спільно з Болівією , Еквадором , Колумбією , Перу , Чилі )                                           | XV століття                       | 2014                         | 1459 | ii, iii, iv, vi |
| 10 |            | Архітектурні роботи Ле Корбюзьє — видатний внесок у модернізм (англ. The Architectural Work of Le Corbusier, an Outstanding Contribution to the Modern Movement) * Будинок доктора Куручета | Аргентина Ла-Плата, Буенос-Айрес (спільно з Бельгією , Індією , Німеччиною , Францією , Швейцарією та Японією ) | XX століття                       | 2016                         | 1321 | i, ii, vi       |
| 11 |            | Національний парк Лос-Алерсес (ісп. Parque nacional Los Alerces) | Аргентина | —                                 | 2017                         | 1526 | vii, x          |

## Барбадос
| № | Зображення | Назва                                                                              | Місцеположення | Час створення     | Час внесення до списку | №    | Критерії    |
| - | ---------- | ---------------------------------------------------------------------------------- | -------------- | ----------------- | ---------------------- | ---- | ----------- |
| 1 |            | Історичний Бриджтаун та його Гарнізон (англ. Historic Bridgetown and its Garrison) | Барбадос       | XVII—XIX століття | 2011                   | 1376 | ii, iii, iv |

## Беліз
| № | Зображення | Назва | Місцеположення                                                                           | Час створення | Час внесення до списку                                | №   | Критерії   |
| - | ---------- | --- | ---------------------------------------------------------------------------------------- | ------------- | ----------------------------------------------------- | --- | ---------- |
| 1 |            | Система заповідників Белізького бар'єрного рифу (англ. Belize Barrier Reef Reserve System) * Національний парк і морський заповідник Бакалар-Чіко * Природний пам'ятник Велика синя діра * Природний пам'ятник Халф Мун Кейс * Морський заповідник Саут-Уотер-Кейс * Морський заповідник Гловерс-Риф * Національний парк Лафінг-Бьорд-Кейс * Морський заповідник Саподілла-Кейс | Беліз Округ Беліз (ділянки I, II, III), округ Станн-Крик (IV, V, VI), округ Толедо (VII) | —             | 1996 (з 2009 року по 2018 рік перебував під загрозою) | 764 | vii, ix, x |

## Болівія
| № | Зображення | Назва | Місцеположення                                                        | Час створення    | Час внесення до списку                    | №    | Критерії        |
| - | ---------- | --- | --------------------------------------------------------------------- | ---------------- | ----------------------------------------- | ---- | --------------- |
| 1 |            | Місто Потосі (англ. City of Potosí) | Болівія Потосі, департамент Потосі                                    | XVI століття     | 1987 (з 2014 року перебуває під загрозою) | 420  | ii, iv, vi      |
| 2 |            | Єзуїтські місії Чикітосу (англ. Jesuit Missions of the Chiquitos) * Місія Святого Франциска Ксав'єра * Місія Консепсьйон * Місія Святої Анни * Місія Сан-Мігель * Місія Сан-Рафаель * Місія Сан-Хосе | Болівія департамент Санта-Крус                                        | 1696—1760        | 1990                                      | 529  | iv, v           |
| 3 |            | Історичне місто Сукре (англ. Historic City of Sucre) | Болівія департамент Чукісака, провінція Оропеса                       | XVI століття     | 1991                                      | 566  | iv              |
| 4 |            | Форт Самайпата (англ. Fuerte de Samaipata) | Болівія Провінція Флорида, департамент Санта-Крус                     | XIV—XVI століття | 1998                                      | 883  | ii, iii         |
| 5 |            | Тіаванако: духовний і політичний центр культури Тіуанако (англ. Tiwanaku: Spiritual and Political Centre of the Tiwanaku Culture)                                                                    | Болівія Провінція Інгаві, департамент Ла-Па                           | V—IX століття    | 2000                                      | 567  | iii, iv         |
| 6 |            | Національний парк Ноель Кемпф Меркадо (англ. Noel Kempff Mercado National Park) | Болівія Провінція Веласко, департамент Санта-Крус                     | —                | 2000                                      | 967  | ix, x           |
| 7 |            | Кхапак-Ньян, Андська система доріг (англ. Qhapaq Ñan, Andean Road System) * Десагуадеро - Гуакі * Гуакі - Тіаванако Кантапа * Кантапа - Янамуйу-Альто * Янамуйу-Альто - Віача                        | Болівія (спільно з Аргентиною , Еквадором , Колумбією , Перу , Чилі ) | XV століття      | 2014                                      | 1459 | ii, iii, iv, vi |

## Бразилія
| №  | Зображення | Назва | Місцеположення | Час створення       | Час внесення до списку                                | №    | Критерії   |
| -- | ---------- | --- | --- | ------------------- | ----------------------------------------------------- | ---- | ---------- |
| 1  |            | Історичне місто Ору-Прету (англ. Historic Town of Ouro Preto) | Бразилія штат Мінас-Жерайс | XVII—XIX століття   | 1980                                                  | 124  | i, iii     |
| 2  |            | Історичний центр міста Олінда (англ. Historic Centre of the Town of Olinda) | Бразилія штат Пернамбуку, Північно-східний регіон                                                                                | XVI століття        | 1982                                                  | 189  | ii, iv     |
| 3  |            | Єзуїтські місії Гуарані: Сан-Іґнасіо-Міні, Санта-Ана, Нуестра-Сеньйора-де-Лорето і Санта-Марія-Майор (Аргентина), руїни Сан-Мігель-дас-Місойнс (Бразилія) (англ. Jesuit Missions of the Guaranis: San Ignacio Mini, Santa Ana, Nuestra Señora de Loreto and Santa Maria Mayor (Argentina), Ruins of Sao Miguel das Missoes (Brazil)) * Сан-Мігель-дас-Місойнс | Бразилія штат Ріу-Гранді-ду-Сул (спільно з Аргентиною )                                                                          | XVII—XVIII століття | 1983 (розширено в 1984 році)                          | 275  | iv         |
| 4  |            | Історичний центр міста Сальвадор-де-Баїя (англ. Historic Centre of Salvador de Bahia) | Бразилія штат Баїя, Північно-східний регіон                                                                                      | XVI—XVIII століття  | 1985                                                  | 309  | iv, vi     |
| 5  |            | Святилище Ісуса Конгоньяського (англ. Sanctuary of Bom Jesus do Congonhas) | Бразилія штат Мінас-Жерайс, місто Конгоньяс                                                                                      | XVIII століття      | 1985                                                  | 334  | i, iv      |
| 6  |            | Національний парк Ігуасу (англ. Iguaçu National Park) | Бразилія штат Парана | —                   | 1986 (з 1999 року по 2001 рік перебував під загрозою) | 355  | vii, x     |
| 7  |            | Бразиліа (англ. Brasilia) | Бразилія Федеральний округ Бразилії                                                                                              | 1956                | 1987                                                  | 445  | i, iv      |
| 8  |            | Національний парк Серра-да-Капівара (англ. Serra da Capivara National Park) | Бразилія На південному сході штату Піауї - муніципалітети Сан-Раймундо Нонато, Сан-Жоао-ду-Піауї та Канто-ду-Бутріті             | 25 000 років потому | 1991                                                  | 606  | iii        |
| 9  |            | Історичний центр Сан-Луїса (англ. Historic Centre of São Luís) | Бразилія штат Мараньян, Північно-східний регіон                                                                                  | XVII—XX століття    | 1997                                                  | 821  | iii, iv, v |
| 10 |            | Історичний центр міста Діамантина (англ. Historic Centre of the Town of Diamantina) | Бразилія штат Мінас-Жерайс | XVIII століття      | 1999                                                  | 890  | ii, iv     |
| 11 |            | Атлантичні лісові заповідники узбережжя Діскавері (англ. Discovery Coast Atlantic Forest Reserves) * Біологічний заповідник Уна * Експериментальна станція PAU Бразилія CEPLAC * Станція Веракрус * Національний парк Пау-Бразилія * Національний парк Діскавері * Національний парк Монте-Паскуаль * Лісовий заповідник Ліньярес * Біологічний заповідник Сооретама | Бразилія Атлантичне узбережжя, штати Баїя та Еспіриту-Санту, північний схід Бразилії                                             | —                   | 1999                                                  | 892  | ix, x      |
| 12 |            | Південно-східні заповідники Атлантичного лісу (англ. Atlantic Forest South-East Reserves) * Екологічна станція Юрея-Ітатіньш * Екологічна станція Чауас * Екологічна станція Гуаракекаба * Екологічна станція Ілья-ду-Мель * Екологічна станція Сітуе * Екологічна станція Гуарагуаку * Національний парк Суперагі * Державний парк Pariquera - Abaixo * Державний парк Жакупіранга (частина) * Державний парк Ілья-ду-Кардозу * Державний парк Карлуш Ботелю * Державний парк Піко-ду-Марумбі * Державний парк Інтервалес * Державний парк Лаурасеас * Туристичний державний парк Алту-Рібейра (ПЕТАР) * Приватний заповідник Сальто-Морату * Зона дикої природи Серрас-ду-Кордейру, Паратіу, Ітапуа та Ітінга * Зона дикої природи Серрас-ду-Аррепіаду і Томбадор * Зона дикої природи Мангуш * Серра-ду-Ітапітангі (Мандіра) Зона дикої природи * Зона дикої природи "Океанічні острови" (Ilhas oceanicas) * Туристична заповідна зона та державний парк Роберто Е Ланге * Туристична заповідна зона Серра-да-Грасіоза * Туристична заповідна зона та державний парк Пау-Око * Зона дикої природи Ілья-Комприда | Бразилія Атлантичне узбережжя, штати Парана та Сан-Паулу                                                                         | —                   | 1999                                                  | 893  | vii, ix, x |
| 13 |            | Природоохоронний комплекс Центральної Амазонії (англ. Central Amazon Conservation Complex) * Національний парк Жау, заповідник сталого розвитку Амана та демонстраційна зона заповідника сталого розвитку Мамірауа * Екологічна станція Анавілханас | Бразилія штат Амазонас | —                   | 2000 (розширено у 2003 році)                          | 998  | ix, x      |
| 14 |            | Заповідник Пантанал (англ. Pantanal Conservation Area) | Бразилія Південний захід штату Мату-Гросу і північний захід штату Мату-Гросу-ду-Сул, що прилягає до кордонів Бразилії з Болівією | —                   | 2000                                                  | 999  | vii, ix, x |
| 15 |            | Історичний центр міста Гояс (англ. Historic Centre of the Town of Goiás) | Бразилія Штат Гояс | XVIII—XIX століття  | 2001                                                  | 993  | ii, iv     |
| 16 |            | Бразильські атлантичні острови: заповідники Фернанду-ді-Норонья й атол Рокас (англ. Brazilian Atlantic Islands: Fernando de Noronha and Atol das Rocas Reserves) * Національний морський парк Фернанду-ді-Норонья * Біологічний морський заповідник атола Рокас | Бразилія Штати Пернамбуку та Ріу-Гранді-ду-Норті                                                                                 | —                   | 2001                                                  | 1000 | vii, ix, x |
| 17 |            | Заповідні території Серрадо: національні парки Шапада-дус-Веадейрус та Емас (англ. Cerrado Protected Areas: Chapada dos Veadeiros and Emas National Parks) * Національний парк Шапада-дус-Веадейрус (1) * Національний парк Шапада-дус-Веадейрус (2) * Національний парк Емас | Бразилія Центральнe Бразильське плоскогір'я, штат Гояс                                                                           | —                   | 2001 (незначні зміни у 2019 році)                     | 1035 | ix, x      |
| 18 |            | Площа Сан-Франциско в місті Сан-Крістован (англ. São Francisco Square in the Town of São Cristóvão) | Бразилія | XVIII—XIX століття  | 2010                                                  | 1272 | ii, iv     |
| 19 |            | Ріо-де-Жанейро: ландшафти Каріоки між горою та морем (англ. Rio de Janeiro: Carioca Landscapes between the Mountain and the Sea) * Ліс Тіжука, Претос-Форрос і Кованка - Національний парк Тіжука * Педра Боніта та Педра-да-Гавеа - Національний парк Тіжука * Гірський хребет Каріока - Національний парк Тіжука і ботанічний сад * Гирло бухти Гуанабара та штучні берегові лінії - парк Фламенго, історичні форти, Нітерой, пам'ятник природи гора Цукрова голова, набережна Копакабана | Бразилія | XIX століття        | 2012                                                  | 1100 | v, vi      |
| 20 |            | Сучасний ансамбль Пампулья (англ. Pampulha Modern Ensemble) | Бразилія | 1940                | 2016                                                  | 1493 | i, ii, iv  |
| 21 |            | Археологічна пам'ятка Пристань Валонго (англ. Valongo Wharf Archaeological Site) | Бразилія | 1811                | 2017                                                  | 1548 | vi         |
| 22 |            | Параті та Ілья-Гранде - культура та біорізноманіття (англ. Paraty and Ilha Grande – Culture and Biodiversity) | Бразилія | XVIII—XIX століття  | 2019                                                  | 1308 | v, x       |
| 23 |            | Ферма Роберто Бурле Маркса (англ. Sítio Roberto Burle Marx) | Бразилія | 1949                | 2021                                                  | 1620 | ii, iv     |

## Венесуела
| № | Зображення | Назва                                                                       | Місцеположення          | Час створення | Час внесення до списку                    | №                                                  | Критерії         |
| - | ---------- | --------------------------------------------------------------------------- | ----------------------- | ------------- | ----------------------------------------- | -------------------------------------------------- | ---------------- |
| 1 |            | Коро та його порт (англ. Coro and its Port)                                 | Венесуела штат Фалькон  | 1527          | 1993 (з 2005 року перебуває під загрозою) | 658 [Архівовано 24 грудня 2018 у Wayback Machine.] | iv, v            |
| 2 |            | Національний парк Канайма (англ. Canaima National Park)                     | Венесуела штат Болівар  | 1962          | 1994                                      | 701 [Архівовано 24 грудня 2018 у Wayback Machine.] | vii, viii, ix, x |
| 3 |            | Університетське містечко в Каракасі (англ. Ciudad Universitaria de Caracas) | Венесуела місто Каракас | —             | 2000                                      | 986 [Архівовано 24 грудня 2018 у Wayback Machine.] | i, iv            |

## Гаїті
| № | Зображення | Назва | Місцеположення | Час створення | Час внесення до списку | №                                                  | Критерії |
| - | ---------- | --- | -------------- | ------------- | ---------------------- | -------------------------------------------------- | -------- |
| 1 |            | Національний історичний парк — Цитадель, Сан-Сусі, Рам'єр (англ. National History Park – Citadel, Sans Souci, Ramiers) | Гаїті          | XIX століття  | 1982                   | 180 [Архівовано 24 грудня 2018 у Wayback Machine.] | iv, vi   |

## Гватемала
| № | Зображення | Назва                                                                                 | Місцеположення                    | Час створення | Час внесення до списку | №                                                  | Критерії          |
| - | ---------- | ------------------------------------------------------------------------------------- | --------------------------------- | ------------- | ---------------------- | -------------------------------------------------- | ----------------- |
| 1 |            | Національний парк Тікаль (англ. Tikal National Park)                                  | Гватемала департамент Петен       | —             | 1979                   | 64 [Архівовано 24 грудня 2018 у Wayback Machine.]  | i, iii, iv, ix, x |
| 2 |            | Антигуа-Гватемала (англ. Antigua Guatemala)                                           | Гватемала департамент Сакатепекес | XVI століття  | 1979                   | 65 [Архівовано 24 грудня 2018 у Wayback Machine.]  | ii, iii, iv       |
| 3 |            | Археологічний парк та руїни Кіригуа (англ. Archaeological Park and Ruins of Quirigua) | Гватемала департамент Ісабаль     | —             | 1981                   | 149 [Архівовано 24 грудня 2018 у Wayback Machine.] | i, ii, iv         |

## Гондурас
| № | Зображення | Назва                                                               | Місцеположення                                        | Час створення | Час внесення до списку                    | №                                                  | Критерії         |
| - | ---------- | ------------------------------------------------------------------- | ----------------------------------------------------- | ------------- | ----------------------------------------- | -------------------------------------------------- | ---------------- |
| 1 |            | Місто індіанців майя Копан (англ. Maya Site of Copan)               | Гондурас департамент Копан                            | —             | 1980 (внесено незначні зміни в 2021 році) | 129 [Архівовано 24 грудня 2018 у Wayback Machine.] | iv, vi           |
| 2 |            | Біосферний резерв Ріо-Платано (англ. Río Plátano Biosphere Reserve) | Гондурас департаменти Грасіас-а-Діос, Колон та Оланчо | 1980          | 1982                                      | 196 [Архівовано 24 грудня 2018 у Wayback Machine.] | vii, viii, ix, x |

## Домініка
| № | Зображення | Назва                                                                      | Місцеположення | Час створення | Час внесення до списку | №                                                  | Критерії |
| - | ---------- | -------------------------------------------------------------------------- | -------------- | ------------- | ---------------------- | -------------------------------------------------- | -------- |
| 1 |            | Національний парк Морн-Труа-Пітон (англ. Morne Trois Pitons National Park) | Домініка       | 1975          | 1997                   | 814 [Архівовано 24 грудня 2018 у Wayback Machine.] | viii, x  |

## Домініканська республіка
| № | Зображення | Назва                                                                  | Місцеположення           | Час створення | Час внесення до списку | №                                                  | Критерії   |
| - | ---------- | ---------------------------------------------------------------------- | ------------------------ | ------------- | ---------------------- | -------------------------------------------------- | ---------- |
| 1 |            | Колоніальне місто Санто Домінго (англ. Colonial City of Santo Domingo) | Домініканська Республіка | —             | 1990                   | 526 [Архівовано 24 грудня 2018 у Wayback Machine.] | ii, iv, vi |

## Еквадор
| № | Зображення | Назва | Місцеположення                                                       | Час створення          | Час внесення до списку | №                                                  | Критерії         |
| - | ---------- | --- | -------------------------------------------------------------------- | ---------------------- | ---------------------- | -------------------------------------------------- | ---------------- |
| 1 |            | Галапагоські острови (англ. Galápagos Islands) | Еквадор Тихий океан                                                  | —                      | 1978                   | 1 [Архівовано 24 грудня 2018 у Wayback Machine.]   | vii, viii, ix, x |
| 2 |            | Місто Кіто (англ. City of Quito) | Еквадор провінція Пічинча                                            | I тисячоліття до н. е. | 1978                   | 2 [Архівовано 3 вересня 2019 у Wayback Machine.]   | ii, iv           |
| 3 |            | Національний парк Санґай (англ. Sangay National Park) | Еквадор провінції Морона-Сантьяго, Чимборасо і Тунґурауа             | 1979                   | 1983                   | 260 [Архівовано 24 грудня 2018 у Wayback Machine.] | vii, viii, ix, x |
| 4 |            | Історичний центр Санта-Ана-де-лос-Ріос-де-Куенка (англ. Historic Centre of Santa Ana de los Ríos de Cuenca) | Еквадор провінція Асуай                                              | 1557                   | 1999                   | 863 [Архівовано 24 грудня 2018 у Wayback Machine.] | ii, iv, v        |
| 5 |            | Кхапак-Ньян, Андська система доріг (англ. Qhapaq Ñan, Andean Road System) * Пулькас — Троя А * Пулькас — Троя Б * Маріскаль Сукре — Ель Тамбо * Ла-Пас — Ущелина Тупала * Лома Вірхен – Чікіто * Хуан Монтальво – Кабуяль * Піман – Каранкі * Кампана-Пукара – Кітолома * Нагсіче - Пансалео * Ачупаллас - Інгапірка * Пальканьян-Гранде — Пальканьян-Чіко * Ель-Тамбо — Онорато Васкес * Серро де Кохітамбо (Лома Курікінга) - Румурко * Пачамама — Льякао * Ллав'юко * Мамамаг * Паредонес * Ієрба-Буена — Сан-Антоніо * Санта-Марта — Ботія-Пакі * Карагшільйо — Каньяро — Тункарта * Оньякапа — Лома-де-Пайла (Ла-Зарса) * Сьюдадела — Вінояко-Гранде * Кебрада Уатучі — Пласа-дель-Інка — Лас-Арадас * Джимбура — Зламаний міст * Сан-Хосе — Лламаканчі — Лас-Лімас | Еквадор (спільно з Аргентиною , Болівією , Колумбією , Перу , Чилі ) | XV століття            | 2014                   | 1459                                               | ii, iii, iv, vi  |

## Колумбія
| № | Зображення | Назва | Місцеположення                                                              | Час створення | Час внесення до списку | №                                                   | Критерії        |
| - | ---------- | --- | --------------------------------------------------------------------------- | ------------- | ---------------------- | --------------------------------------------------- | --------------- |
| 1 |            | Порт, фортеці та група пам'ятників, Картахена (англ. Port, Fortresses and Group of Monuments, Cartagena)       | Колумбія департамент Болівар                                                | 1533          | 1984                   | 285 [Архівовано 24 грудня 2018 у Wayback Machine.]  | iv, vi          |
| 2 |            | Національний парк Лос-Катіос (англ. Los Katíos National Park)                                                  | Колумбія департаменти Антіокія і Чоко                                       | 1973          | 1994                   | 711 [Архівовано 24 грудня 2018 у Wayback Machine.]  | ix, x           |
| 3 |            | Історичний центр міста Санта-Крус-де-Момпос (англ. Historic Centre of Santa Cruz de Mompox)                    | Колумбія департамент Болівар                                                | 1540          | 1995                   | 742 [Архівовано 24 грудня 2018 у Wayback Machine.]  | iv, v           |
| 4 |            | Національний археологічний парк Тьєррадентро (англ. National Archeological Park of Tierradentro)               | Колумбія департамент Каука                                                  | —             | 1995                   | 743 [Архівовано 22 березня 2019 у Wayback Machine.] | iii             |
| 5 |            | Археологічний парк Сан-Аґустін (англ. San Agustín Archaeological Park)                                         | Колумбія департамент Уїла                                                   | —             | 1995                   | 744 [Архівовано 24 грудня 2018 у Wayback Machine.]  | iii             |
| 6 |            | Резерв флори і фауни Мальпело (англ. Malpelo Fauna and Flora Sanctuary)                                        | Колумбія Тихий океан                                                        | —             | 2006                   | 1216 [Архівовано 24 грудня 2018 у Wayback Machine.] | vii, ix         |
| 7 |            | Кавовий культурний ландшафт Колумбії (англ. Coffee Cultural Landscape of Colombia)                             | Колумбія департаменти Вальє-дель-Каука, Кальдас, Кіндіо, Рисаральда, Толіма | —             | 2011                   | 1121 [Архівовано 24 грудня 2018 у Wayback Machine.] | v, vi           |
| 8 |            | Кхапак-Ньян, Андська система доріг (англ. Qhapaq Ñan, Andean Road System) * Румічака - Пасто                   | Колумбія (спільно з Аргентиною , Болівією , Еквадором , Перу , Чилі )       | XV століття   | 2014                   | 1459                                                | ii, iii, iv, vi |
| 9 |            | Національний парк Чірібікете — «Малока Ягуара» (англ. Chiribiquete National Park – “The Maloca of the Jaguar”) | Колумбія департаменти Ґуав'яре, Какета                                      | 1989          | 2018                   | 1174 [Архівовано 8 липня 2018 у Wayback Machine.]   | iii, ix, x      |

## Коста-Рика
| № | Зображення | Назва | Місцеположення              | Час створення | Час внесення до списку       | №                                                  | Критерії         |
| - | ---------- | --- | --------------------------- | ------------- | ---------------------------- | -------------------------------------------------- | ---------------- |
| 1 |            | Заповідники Кордильєра-де-Таламанка та Ла-Амістад/Національний парк Ла-Амістад (англ. Talamanca Range-La Amistad Reserves / La Amistad National Park) | Коста-Рика спільно з Панама | —             | 1983 (розширено в 1990 році) | 205 [Архівовано 24 грудня 2018 у Wayback Machine.] | vii, viii, ix, x |
| 2 |            | Національний парк Острів Кокос (англ. Cocos Island National Park)                                                                                     | Коста-Рика Тихий океан      | —             | 1997 (розширено в 2002 році) | 820 [Архівовано 24 грудня 2018 у Wayback Machine.] | ix, x            |
| 3 |            | Природоохоронна територія Гуанакасте (англ. Area de Conservación Guanacaste)                                                                          | Коста-Рика                  | 1994          | 1999 (розширено в 2004 році) | 928 [Архівовано 24 грудня 2018 у Wayback Machine.] | ix, x            |
| 4 |            | Доколумбові поселення вождів з кам'яними сферами Діквіс (англ. Precolumbian Chiefdom Settlements with Stone Spheres of the Diquís)                    | Коста-Рика                  | —             | 2014                         | 1453 [Архівовано 12 липня 2018 у Wayback Machine.] | iii              |

## Куба
| № | Зображення | Назва | Місцеположення                                                | Час створення | Час внесення до списку | №                                                   | Критерії  |
| - | ---------- | --- | ------------------------------------------------------------- | ------------- | ---------------------- | --------------------------------------------------- | --------- |
| 1 |            | Стара Гавана та її фортифікаційна система (англ. Old Havana and its Fortification System)                                                                           | Куба місто Гавана                                             | 1519          | 1982                   | 204 [Архівовано 24 грудня 2018 у Wayback Machine.]  | iv, v     |
| 2 |            | Тринідад і Долина Індіанців (англ. Trinidad and the Valley de los Ingenios)                                                                                         | Куба провінція Санкті-Спіритус                                | 1514          | 1988                   | 460 [Архівовано 24 грудня 2018 у Wayback Machine.]  | iv, v     |
| 3 |            | Фортеця Сан-Педро-де-ла-Рока, Сантьяго-де-Куба (англ. San Pedro de la Roca Castle, Santiago de Cuba)                                                                | Куба місто Сантьяго-де-Куба                                   | 1637          | 1997                   | 841 [Архівовано 24 грудня 2018 у Wayback Machine.]  | iv, v     |
| 4 |            | Долина Віньялес (англ. Viñales Valley) | Куба провінція Пінар-дель-Ріо                                 | —             | 1999                   | 840 [Архівовано 24 грудня 2018 у Wayback Machine.]  | iv        |
| 5 |            | Національний парк Десембарко-дель-Ґранма (англ. Desembarco del Granma National Park)                                                                                | Куба провінція Гранма                                         | 1986          | 1999                   | 889 [Архівовано 24 грудня 2018 у Wayback Machine.]  | vii, viii |
| 6 |            | Археологічний ландшафт перших кавових плантацій на південному сході Куби (англ. Archaeological Landscape of the First Coffee Plantations in the South-East of Cuba) | Куба Сьєрра-Маестра, провінції Гуантанамо та Сантьяго-де-Куба | XIX століття  | 2000                   | 1008 [Архівовано 24 грудня 2018 у Wayback Machine.] | iii, iv   |
| 7 |            | Національний парк Алехандро-де-Гумбольдт (англ. Alejandro de Humboldt National Park)                                                                                | Куба провінції Ольгін та Гуантанамо                           | —             | 2001                   | 839 [Архівовано 24 грудня 2018 у Wayback Machine.]  | ix, x     |
| 8 |            | Міський історичний центр міста Сьєнфуегос (англ. Urban Historic Centre of Cienfuegos)                                                                               | Куба провінція Сьєнфуегос                                     | 1819          | 2005                   | 1202 [Архівовано 24 грудня 2018 у Wayback Machine.] | ii, iv    |
| 9 |            | Історичний центр міста Камагуей (англ. Historic Centre of Camagüey)                                                                                                 | Куба провінція Камагуей                                       | 1514          | 2008                   | 1270 [Архівовано 24 грудня 2018 у Wayback Machine.] | iv, v     |

## Мексика
| №  | Зображення | Назва | Місцеположення                   | Час створення       | Час внесення до списку                                                                   | №                                                   | Критерії              |
| -- | ---------- | --- | -------------------------------- | ------------------- | ---------------------------------------------------------------------------------------- | --------------------------------------------------- | --------------------- |
| 1  |            | Сіан-Каан (англ. Sian Ka'an) | Мексика штат Кінтана-Роо         | 1986                | 1987                                                                                     | 410 [Архівовано 24 грудня 2018 у Wayback Machine.]  | vii, x                |
| 2  |            | Доіспанське місто і національний парк Паленке (англ. Pre-Hispanic City and National Park of Palenque)                                                                 | Мексика штат Чіапас              | близько 600 року    | 1987                                                                                     | 411 [Архівовано 24 грудня 2018 у Wayback Machine.]  | i, ii, iii, iv        |
| 3  |            | Історичний центр міста Мехіко та Сошимілко (англ. Historic Centre of Mexico City and Xochimilco)                                                                      | Мексика                          | 1325                | 1987                                                                                     | 412 [Архівовано 24 грудня 2018 у Wayback Machine.]  | ii, iii, iv, v        |
| 4  |            | Доіспанське місто Теотіуакан (англ. Pre-Hispanic City of Teotihuacan)                                                                                                 | Мексика штат Мехіко              | —                   | 1987                                                                                     | 414 [Архівовано 24 грудня 2018 у Wayback Machine.]  | i, ii, iii, iv, vi    |
| 5  |            | Історичний центр міста Оахака і археологічні пам'ятки Монте-Албану (англ. Historic Centre of Oaxaca and Archaeological Site of Monte Albán)                           | Мексика штат Оахака              | 500 рік до н. е.    | 1987                                                                                     | 415 [Архівовано 24 грудня 2018 у Wayback Machine.]  | i, ii, iii, iv        |
| 6  |            | Історичний центр міста Пуебла (англ. Historic Centre of Puebla) | Мексика штат Пуебла              | 1531                | 1987                                                                                     | 416 [Архівовано 24 грудня 2018 у Wayback Machine.]  | ii, iv                |
| 7  |            | Історичне місто Гуанахуато та прилеглі шахти (англ. Historic Town of Guanajuato and Adjacent Mines)                                                                   | Мексика штат Гуанахуато          | 1546                | 1988                                                                                     | 482 [Архівовано 24 грудня 2018 у Wayback Machine.]  | i, ii, iv, vi         |
| 8  |            | Доіспанське місто Чичен-Іца (англ. Pre-Hispanic City of Chichen-Itza)                                                                                                 | Мексика штат Юкатан              | близько 455         | 1988                                                                                     | 483 [Архівовано 5 липня 2017 у Wayback Machine.]    | i, ii, iii            |
| 9  |            | Історичний центр міста Морелія (англ. Historic Centre of Morelia) | Мексика штат Мічоакан            | 1541                | 1991                                                                                     | 585 [Архівовано 9 вересня 2012 у WebCite]           | ii, iv, vi            |
| 10 |            | Доіспанське місто Ель-Тахін (англ. El Tajin, Pre-Hispanic City) | Мексика штат Веракрус            | —                   | 1992                                                                                     | 631 [Архівовано 24 грудня 2018 у Wayback Machine.]  | iii, iv               |
| 11 |            | Китовий заповідник Ель-Віскаїно (англ. Whale Sanctuary of El Vizcaino)                                                                                                | Мексика штат Баха-Каліфорнія-Сур | 1988                | 1993                                                                                     | 554 [Архівовано 24 грудня 2018 у Wayback Machine.]  | x                     |
| 12 |            | Історичний центр міста Сакатекас (англ. Historic Centre of Zacatecas)                                                                                                 | Мексика штат Сакатекас           | 1546                | 1993                                                                                     | 676 [Архівовано 24 грудня 2018 у Wayback Machine.]  | ii, iv                |
| 13 |            | Наскельні малюнки Сьєрра-де-Сан-Франсіско (англ. Rock Paintings of the Sierra de San Francisco)                                                                       | Мексика штат Баха-Каліфорнія     | —                   | 1993                                                                                     | 714 [Архівовано 24 грудня 2018 у Wayback Machine.]  | i, iii                |
| 14 |            | Монастирі початку 16 століття на схилах Попокатепетля (англ. Earliest 16th-Century Monasteries on the Slopes of Popocatepetl)                                         | Мексика штати Морелос та Пуебла  | XVI століття        | 1994 (розширено в 2021 році)                                                             | 702 [Архівовано 24 грудня 2018 у Wayback Machine.]  | ii, iv                |
| 15 |            | Доіспанське місто Ушмаль (англ. Pre-Hispanic Town of Uxmal) | Мексика штат Юкатан              | близько 500 року    | 1996                                                                                     | 791 [Архівовано 24 грудня 2018 у Wayback Machine.]  | i, ii, iii            |
| 16 |            | Зона історичних пам'яток Керетаро (англ. Historic Monuments Zone of Querétaro)                                                                                        | Мексика штат Керетаро            | 1531                | 1996                                                                                     | 792 [Архівовано 24 грудня 2018 у Wayback Machine.]  | ii, iv                |
| 17 |            | Оспісіо Кабаньяс, Гвадалахара (англ. Hospicio Cabañas, Guadalajara)                                                                                                   | Мексика штат Гвадалахара         | 1791                | 1997                                                                                     | 815 [Архівовано 24 грудня 2018 у Wayback Machine.]  | i, ii, iii, iv        |
| 18 |            | Археологічна зона Пакіме, Касас-Грандес (англ. Archaeological Zone of Paquimé, Casas Grandes)                                                                         | Мексика штат Чіуауа              | 1130—1300           | 1998                                                                                     | 560 [Архівовано 24 грудня 2018 у Wayback Machine.]  | iii, iv               |
| 19 |            | Район історичних пам'яток міста Тлакоталпан (англ. Historic Monuments Zone of Tlacotalpan)                                                                            | Мексика штат Веракрус            | 1541                | 1998                                                                                     | 862 [Архівовано 24 грудня 2018 у Wayback Machine.]  | ii, iv                |
| 20 |            | Історичне укріплене місто Кампече (англ. Historic Fortified Town of Campeche)                                                                                         | Мексика штат Кампече             | 1540                | 1999                                                                                     | 895 [Архівовано 24 грудня 2018 у Wayback Machine.]  | ii, iv                |
| 21 |            | Район археологічних пам'ятників Шочикалко (англ. Archaeological Monuments Zone of Xochicalco)                                                                         | Мексика штат Морелос             | 200 рік до н. е.    | 1999                                                                                     | 939 [Архівовано 24 грудня 2018 у Wayback Machine.]  | iii, iv               |
| 22 |            | Стародавнє місто майя і тропічні ліси в Калакмул, Кампече (англ. Ancient Maya City and Protected Tropical Forests of Calakmul, Campeche)                              | Мексика штат Кампече             | близько 200 року    | 2002 (розширено в 2014 році)                                                             | 1061 [Архівовано 24 грудня 2018 у Wayback Machine.] | i, ii, iii, iv, ix, x |
| 23 |            | Францисканські місії у Сьєрра-Ґорда, штат Керетаро (англ. Franciscan Missions in the Sierra Gorda of Querétaro)                                                       | Мексика штат Керетаро            | XVIII століття      | 2003                                                                                     | 1079 [Архівовано 24 грудня 2018 у Wayback Machine.] | ii, iii               |
| 24 |            | Будинок-студія Луїса Барраґана (англ. Luis Barragán House and Studio)                                                                                                 | Мексика місто Мехіко             | 1947                | 2004                                                                                     | 1136 [Архівовано 24 грудня 2018 у Wayback Machine.] | i, ii                 |
| 25 |            | Острови та природоохоронні території Каліфорнійської затоки (англ. Islands and Protected Areas of the Gulf of California)                                             | Мексика Каліфорнійська затока    | —                   | 2005 (внесено незначні зміни в 2007 та 2011 роках та з 2019 року перебуває під загрозою) | 1182 [Архівовано 24 грудня 2018 у Wayback Machine.] | vii, ix, x            |
| 26 |            | Агавовий ландшафт і стародавні заводи Текіли (англ. Agave Landscape and Ancient Industrial Facilities of Tequila)                                                     | Мексика штат Халіско             | —                   | 2006                                                                                     | 1209 [Архівовано 24 грудня 2018 у Wayback Machine.] | ii, iv, v, vi         |
| 27 |            | Центральний кампус Національного Автономного Університету Мексики (UNAM) (англ. Central University City Campus of the Universidad Nacional Autónoma de México (UNAM)) | Мексика місто Мехіко             | 1949—1952           | 2007                                                                                     | 1250 [Архівовано 24 грудня 2018 у Wayback Machine.] | i, ii, iv             |
| 28 |            | Місто Сан-Міґель-де-Альєнде і святилище Хесус-Насарено-де-Атотонілко (англ. Protective town of San Miguel and the Sanctuary of Jesús Nazareno de Atotonilco)          | Мексика штат Гуанахуато          | 1542 XVIII століття | 2008                                                                                     | 1274 [Архівовано 24 грудня 2018 у Wayback Machine.] | ii, iv                |
| 29 |            | Біосферний заповідник метелика Монарх (англ. Monarch Butterfly Biosphere Reserve)                                                                                     | Мексика штати Мічоакан та Мехіко | 1980                | 2008                                                                                     | 1290 [Архівовано 24 грудня 2018 у Wayback Machine.] | vii                   |
| 30 |            | Каміно Реал-де-Тьєрра Адентро (англ. Camino Real de Tierra Adentro)                                                                                                   | Мексика                          | 1598—1882           | 2010                                                                                     | 1351 [Архівовано 24 грудня 2018 у Wayback Machine.] | ii, iv                |
| 31 |            | Доісторичні печери Ягуль і Митла в Центральній долині Оахаки (англ. Prehistoric Caves of Yagul and Mitla in the Central Valley of Oaxaca)                             | Мексика штат Оахака              | —                   | 2010                                                                                     | 1352 [Архівовано 24 грудня 2018 у Wayback Machine.] | iii                   |
| 32 |            | Ель-Пінакате та біосферний заповідник Гран-Десьєрто-де-Алтар (англ. El Pinacate and Gran Desierto de Altar Biosphere Reserve)                                         | Мексика штат Сонора              | 1993                | 2013                                                                                     | 1410 [Архівовано 24 грудня 2018 у Wayback Machine.] | vii, viii, x          |
| 33 |            | Акведук гідравлічної системи Падре Темблеке (англ. Aqueduct of Padre Tembleque Hydraulic System)                                                                      | Мексика штат Мехіко              | 1553—1570           | 2015                                                                                     | 1463 [Архівовано 22 квітня 2019 у Wayback Machine.] | i, ii, iv             |
| 34 |            | Архіпелаг Ревільяджедо (англ. Archipiélago de Revillagigedo) | Мексика Тихий океан              | —                   | 2016                                                                                     | 1510 [Архівовано 5 липня 2017 у Wayback Machine.]   | vii, ix, x            |
| 35 |            | Долина Техуакан-Куїкатлан: Мезоамериканське природне середовище (англ. Tehuacán-Cuicatlán Valley: originary habitat of Mesoamerica)                                   | Мексика штати Пуебла та Оахака   | —                   | 2018                                                                                     | 1534 [Архівовано 8 липня 2018 у Wayback Machine.]   | iv, x                 |

## Нікарагуа
| № | Зображення | Назва                                           | Місцеположення             | Час створення | Час внесення до списку | №                                                   | Критерії |
| - | ---------- | ----------------------------------------------- | -------------------------- | ------------- | ---------------------- | --------------------------------------------------- | -------- |
| 1 |            | Руїни Старого Леона (англ. Ruins of León Viejo) | Нікарагуа департамент Леон | 1524          | 2000                   | 613 [Архівовано 24 грудня 2018 у Wayback Machine.]  | iii, iv  |
| 2 |            | Леонський собор (англ. León Cathedral)          | Нікарагуа департамент Леон | 1747—1814     | 2011                   | 1236 [Архівовано 24 грудня 2018 у Wayback Machine.] | ii, iv   |

## Панама
| № | Зображення | Назва | Місцеположення              | Час створення | Час внесення до списку                    | №                                                   | Критерії         |
| - | ---------- | --- | --------------------------- | ------------- | ----------------------------------------- | --------------------------------------------------- | ---------------- |
| 1 |            | Укріплення на карибському узбережжі Панами: Портобело, Сан-Лоренсо (англ. Fortifications on the Caribbean Side of Panama: Portobelo-San Lorenzo)      | Панама провінція Колон      | XVI століття  | 1980 (з 2012 року перебуває під загрозою) | 135 [Архівовано 24 грудня 2018 у Wayback Machine.]  | i, iv            |
| 2 |            | Національний парк Дар'єн (англ. Darien National Park)                                                                                                 | Панама провінція Дар'єн     | 1980          | 1981                                      | 159 [Архівовано 24 грудня 2018 у Wayback Machine.]  | vii, ix, x       |
| 3 |            | Заповідники Кордильєра-де-Таламанка та Ла-Амістад/Національний парк Ла-Амістад (англ. Talamanca Range-La Amistad Reserves / La Amistad National Park) | Панама спільно з Коста-Рика | —             | 1983 (розширено в 1990 році)              | 205 [Архівовано 24 грудня 2018 у Wayback Machine.]  | vii, viii, ix, x |
| 4 |            | Археологічні пам'ятки Панама-В'єхо та історична частина міста Панама (англ. Archaeological Site of Panamá Viejo and Historic District of Panamák)     | Панама місто Панама         | 1519          | 1997 (розширено в 2003 році)              | 790 [Архівовано 24 грудня 2018 у Wayback Machine.]  | ii, iv, vi       |
| 5 |            | Національний парк Коїба та його спеціальна зона охорони моря (англ. Coiba National Park and its Special Zone of Marine Protection)                    | Панама провінція Вераґуас   | 1992          | 2005>                                     | 1138 [Архівовано 24 грудня 2018 у Wayback Machine.] | ix, x            |

## Парагвай
| № | Зображення | Назва | Місцеположення              | Час створення | Час внесення до списку | №                                                  | Критерії |
| - | ---------- | --- | --------------------------- | ------------- | ---------------------- | -------------------------------------------------- | -------- |
| 1 |            | Єзуїтські місії Ла-Сантисіма-Тринідад-де-Парана і Хесус-де-Таваранґуе (англ. Jesuit Missions of La Santísima Trinidad de Paraná and Jesús de Tavarangue) | Парагвай район річки Парана | 1706 1678     | 1993                   | 648 [Архівовано 24 грудня 2018 у Wayback Machine.] | iv       |

## Перу
| №  | Зображення | Назва | Місцеположення                                                         | Час створення                    | Час внесення до списку                    | №                                                   | Критерії        |
| -- | ---------- | --- | ---------------------------------------------------------------------- | -------------------------------- | ----------------------------------------- | --------------------------------------------------- | --------------- |
| 1  |            | Місто Куско (англ. City of Cuzco) | Перу регіон Куско                                                      | 1100                             | 1983                                      | 273 [Архівовано 24 грудня 2018 у Wayback Machine.]  | iii, iv         |
| 2  |            | Історичний заповідник Мачу-Пікчу (англ. Historic Sanctuary of Machu Picchu) | Перу регіон Куско                                                      | 1440                             | 1983                                      | 274 [Архівовано 24 грудня 2018 у Wayback Machine.]  | i, iii, vii, ix |
| 3  |            | Чавін (археологічна ділянка) (англ. Chavin (Archaeological Site)) | Перу регіон Анкаш                                                      | 900 рік до н. е.                 | 1985                                      | 330 [Архівовано 24 грудня 2018 у Wayback Machine.]  | iii             |
| 4  |            | Національний парк Уаскаран (англ. Huascarán National Park) | Перу регіон Анкаш                                                      | 1975                             | 1985                                      | 333 [Архівовано 25 січня 2017 у Wayback Machine.]   | vii, viii       |
| 5  |            | Археологічна ділянка Чан-Чан (англ. Chan Chan Archaeological Zone) | Перу регіон Ла-Лібертад                                                | 1300                             | 1986 (з 1986 року перебуває під загрозою) | 366 [Архівовано 24 грудня 2018 у Wayback Machine.]  | i, iii          |
| 6  |            | Національний парк Ману (англ. Manú National Park) | Перу регіони Мадре-де-Дьйос та Куско                                   | 1973                             | 1987 (внесено назначні зміна в 2009 році) | 402 [Архівовано 24 грудня 2018 у Wayback Machine.]  | ix, x           |
| 7  |            | Історичний центр міста Ліма (англ. Historic Centre of Lima) | Перу регіон Ліма                                                       | 1535                             | 1988 (розширено в 1991 році)              | 500 [Архівовано 24 грудня 2018 у Wayback Machine.]  | iv              |
| 8  |            | Національний парк Ріо-Абісео (англ. Río Abiseo National Park) | Перу регіон Сан-Мартін                                                 | 1983                             | 1990 (розширено в 1992 році)              | 548 [Архівовано 24 грудня 2018 у Wayback Machine.]  | iii, vii, ix, x |
| 9  |            | Лінії та геогліфи Наска і Пальпа (англ. Lines and Geoglyphs of Nasca and Palpa) | Перу пустеля Сечура                                                    | 200 рік до н. е. — 700 рік н. е. | 1994                                      | 700 [Архівовано 24 грудня 2018 у Wayback Machine.]  | i, iii, iv      |
| 10 |            | Історичний центр міста Арекіпа (англ. Historical Centre of the City of Arequipa) | Перу регіон Арекіпа                                                    | 1540                             | 2000                                      | 1016 [Архівовано 24 грудня 2018 у Wayback Machine.] | i, iv           |
| 11 |            | Священне місто Караль-Супе (англ. Sacred City of Caral-Supe) | Перу регіон Ліма                                                       | —                                | 2009                                      | 1269 [Архівовано 24 грудня 2018 у Wayback Machine.] | ii, iii, iv     |
| 12 |            | Кхапак-Ньян, Андська система доріг (англ. Qhapaq Ñan, Andean Road System) * Площа Інка Ханан - Хаук'айпата * Куско - Десагуадеро * Ольянтайтамбо - Ларес-Вальє-Лакко * Віткус - Чокекірао * Куеве - Вінчірі * Хауха - Пачакамак * Уануко-Пампа - Хаумачуко * Айпате — Лас-Піркас | Перу (спільно з Аргентиною , Болівією , Еквадором , Колумбією , Чилі ) | XV століття                      | 2014                                      | 1459                                                | ii, iii, iv, vi |
| 13 |            | Археоастрономічний комплекс Чанкільйо (англ. Chankillo Archaeoastronomical Complex) | Перу регіон Анкаш                                                      | IV століття до н. е.             | 2021                                      | 1624 [Архівовано 27 липня 2021 у Wayback Machine.]  | i, iv           |

## Сальвадор
| № | Зображення | Назва                                                                       | Місцеположення | Час створення | Час внесення до списку | №                                                  | Критерії |
| - | ---------- | --------------------------------------------------------------------------- | -------------- | ------------- | ---------------------- | -------------------------------------------------- | -------- |
| 1 |            | Археологічна ділянка Хоя-де-Серен (англ. Joya de Cerén Archaeological Site) | Сальвадор      | —             | 1993                   | 675 [Архівовано 24 грудня 2018 у Wayback Machine.] | iii, iv  |

## Сент-Кіттс і Невіс
| № | Зображення | Назва                                                                                 | Місцеположення     | Час створення  | Час внесення до списку | №                                                  | Критерії |
| - | ---------- | ------------------------------------------------------------------------------------- | ------------------ | -------------- | ---------------------- | -------------------------------------------------- | -------- |
| 1 |            | Національний парк Фортеця Брімстон-Гілл (англ. Brimstone Hill Fortress National Park) | Сент-Кіттс і Невіс | XVIII століття | 1999                   | 910 [Архівовано 24 грудня 2018 у Wayback Machine.] | iii, iv  |

## Сент-Люсія
| № | Зображення | Назва                                                          | Місцеположення | Час створення | Час внесення до списку | №                                                   | Критерії  |
| - | ---------- | -------------------------------------------------------------- | -------------- | ------------- | ---------------------- | --------------------------------------------------- | --------- |
| 1 |            | Природоохоронна територія Пітон (англ. Pitons Management Area) | Сент-Люсія     | —             | 2004                   | 1161 [Архівовано 24 грудня 2018 у Wayback Machine.] | vii, viii |

## Суринам
| № | Зображення | Назва                                                                                   | Місцеположення | Час створення | Час внесення до списку | №                                                   | Критерії |
| - | ---------- | --------------------------------------------------------------------------------------- | -------------- | ------------- | ---------------------- | --------------------------------------------------- | -------- |
| 1 |            | Природоохоронна територія Центрального Суринаму (англ. Central Suriname Nature Reserve) | Суринам        | 1998          | 2000                   | 1017 [Архівовано 24 грудня 2018 у Wayback Machine.] | ix, x    |
| 2 |            | Історична внутрішня частина міста Парамарибо (англ. Historic Inner City of Paramaribo)  | Суринам        | —             | 2002                   | 940 [Архівовано 24 грудня 2018 у Wayback Machine.]  | ii, iv   |

## Уругвай
| № | Зображення | Назва | Місцеположення                | Час створення | Час внесення до списку | №                                                   | Критерії |
| - | ---------- | --- | ----------------------------- | ------------- | ---------------------- | --------------------------------------------------- | -------- |
| 1 |            | Історичний квартал міста Колонія-дель-Сакраменто (англ. Historic Quarter of the City of Colonia del Sacramento) | Уругвай департамент Колонія   | 1680          | 1995                   | 747 [Архівовано 24 грудня 2018 у Wayback Machine.]  | iv       |
| 2 |            | Промисловий ландшафт Фрай-Бентос (англ. Fray Bentos Industrial Landscape)                                       | Уругвай департамент Ріо-Негро | 1859          | 2015                   | 1464 [Архівовано 24 грудня 2018 у Wayback Machine.] | ii, iv   |
| 3 |            | Робота інженера Еладіо Дієсте: Церква Атлантиди (англ. The work of engineer Eladio Dieste: Church of Atlántida) | Уругвай департамент Канелонес | 1960          | 2021                   | 1612 [Архівовано 27 липня 2021 у Wayback Machine.]  | iv       |

## Чилі
| № | Зображення | Назва | Місцеположення                                                         | Час створення      | Час внесення до списку                             | №                                                   | Критерії        |
| - | ---------- | --- | ---------------------------------------------------------------------- | ------------------ | -------------------------------------------------- | --------------------------------------------------- | --------------- |
| 1 |            | Національний парк Рапа-Нуї (англ. Rapa Nui National Park) | Чилі острів Пасхи                                                      | —                  | 1995                                               | 715 [Архівовано 21 травня 2020 у Wayback Machine.]  | i, iii, v       |
| 2 |            | Церкви на островах Чилое (англ. Churches of Chiloé) | Чилі острів Чилое                                                      | XVIII—XIX століття | 2000 (внесено назначні зміни в 2019 році)          | 971 [Архівовано 24 грудня 2018 у Wayback Machine.]  | ii, iii         |
| 3 |            | Історичний квартал портового міста Вальпараїсо (англ. Historic Quarter of the Seaport City of Valparaíso)                                                                                    | Чилі провінція Вальпараїсо                                             | 1536               | 2003                                               | 959 [Архівовано 24 грудня 2018 у Wayback Machine.]  | iii             |
| 4 |            | Селітряні заводи Гумберстоун і Санта-Лаура (англ. Humberstone and Santa Laura Saltpeter Works)                                                                                               | Чилі регіон Тарапака                                                   | 1872               | 2005 (внесено назначні зміна в 2011 та 2019 роках) | 1178 [Архівовано 5 липня 2017 у Wayback Machine.]   | ii, iii, iv     |
| 5 |            | Шахтарське містечко Сьюел | регіон О'Хіґґінс                                                       | 1904               | 2006                                               | 1214 [Архівовано 24 грудня 2018 у Wayback Machine.] | ii              |
| 6 |            | Кхапак-Ньян, Андська система доріг (англ. Qhapaq Ñan, Andean Road System) * Путре — Сапахуїра * Інкауасі — Ласана * Купо — Катарпе * Камар — Пейне * Портал дель Інка — Фінка Чаньяраль      | Чилі (спільно з Аргентиною , Болівією , Еквадором , Колумбією , Перу ) | XV століття        | 2014                                               | 1459                                                | ii, iii, iv, vi |
| 7 |            | Поселення та штучна муміфікація культури чинчорро в регіоні Аріка та Парінакота (англ. Settlement and Artificial Mummification of the Chinchorro Culture in the Arica and Parinacota Region) | Чилі                                                                   | —                  | 2021                                               | 1634 [Архівовано 27 лютого 2022 у Wayback Machine.] | iii, v          |